# Niepubliczny zakład opieki zdrowotnej
Niepubliczny zakład opieki zdrowotnej, NZOZ (Sp. z o.o., S.C., S.A.) uznawany był za podmiot prywatny, mógł być utworzony przez:
- kościół lub związek wyznaniowy,
- pracodawcę,
- fundację, związek zawodowy, samorząd zawodowy lub stowarzyszenie,
- inną krajową lub zagraniczną osobę prawną lub osobę fizyczną,
- spółkę nie posiadającą osobowości prawnej.

Niepublicznym zakładem opieki zdrowotnej był także szpital kliniczny, utworzony przez państwową uczelnię medyczną albo państwową uczelnię prowadzącą działalność dydaktyczną i badawczą w dziedzinie nauk medycznych.
Z dniem wejścia w życie ustawy o działalności leczniczej niepubliczne zakłady opieki zdrowotnej stały się przedsiębiorstwami podmiotów leczniczych (obecnie zakładami leczniczymi).

## Podstawa prawna
- Ustawa z dnia 30 sierpnia 1991 r. o zakładach opieki zdrowotnej (Dz.U. z 2007 r. nr 14, poz. 89, z późn. zm.) (uchylona)